# Hendrik van Oyen
Hendrik van Oyen (* 24. Oktober 1898 in Vlissingen; † 4. Februar 1980 in Basel) war ein niederländischer reformierter Theologe.

## Leben
Er studierte und promovierte 1929 an der Universität Leiden und diente 18 Jahre lang als Pfarrer der niederländischen reformierten Kirche. Nach einer Professur in Groningen lehrte er von 1948 bis zur Emeritierung 1968 als Professor für Systematische Theologie an die Universität Basel. Seit 1956 war er auswärtiges Mitglied der Königlich Niederländischen Akademie der Wissenschaften (KNAW).

## Schriften (Auswahl)
- Ethiek en religie. Opmerkingen over de verhouding van ethiek en religie in het systeem van Hermann Cohen. Amsterdam 1929, OCLC 492657127.
- Theologische Erkenntnislehre. Versuch dogmatischer Prolegomena. Zürich 1955, OCLC 1123910450.
- Botschaft und Gebot. Gütersloh 1962, OCLC 905761452.
- Verantwortung und Freiheit. Gütersloh 1972, ISBN 3-579-04080-4.